# Трегламюс
Трегламю́с (фр. Tréglamus, брет. Treglañviz) — коммуна во Франции, находится в регионе Бретань. Департамент — Кот-д’Армор. Входит в состав кантона Каллак. Округ коммуны — Генган.
Код INSEE коммуны — 22354.

## География
Коммуна расположена приблизительно в 420 км к западу от Парижа, в 130 км северо-западнее Ренна, в 38 км к западу от Сен-Бриё.

## Население
Население коммуны на 2016 год составляло 1 014 человек.
| 1962 | 1968 | 1975 | 1982 | 1990 | 1999 | 2008 | 2016  |
| ---- | ---- | ---- | ---- | ---- | ---- | ---- | ----- |
| 840  | 757  | 715  | 763  | 795  | 836  | 977  | 1 014 |

## Администрация
| Период | Период | Фамилия         | Партия | Примечания |
| ------ | ------ | --------------- | ------ | ---------- |
| 1983   | 1995   | Лоран Ле-Кальве |        |            |
| 1995   | 2008   | Жозе Ривоаль    |        |            |
| 2008   | 2014   | Доминик Парикоа |        | фермер     |

## Экономика
В 2007 году среди 641 человека в трудоспособном возрасте (15—64 лет) 471 были экономически активными, 170 — неактивными (показатель активности — 73,5 %, в 1999 году было 72,4 %). Из 471 активных работали 443 человека (239 мужчин и 204 женщины), безработных было 28 (12 мужчин и 16 женщин). Среди 170 неактивных 63 человека были учениками или студентами, 64 — пенсионерами, 43 были неактивными по другим причинам.

## Достопримечательности
- Церковь Сен-Блез (XV век)
- Фонтан Сен-Блез
- Феодальный мотт в деревне Комор
- Менгир Ретурнек

## Фотогалерея

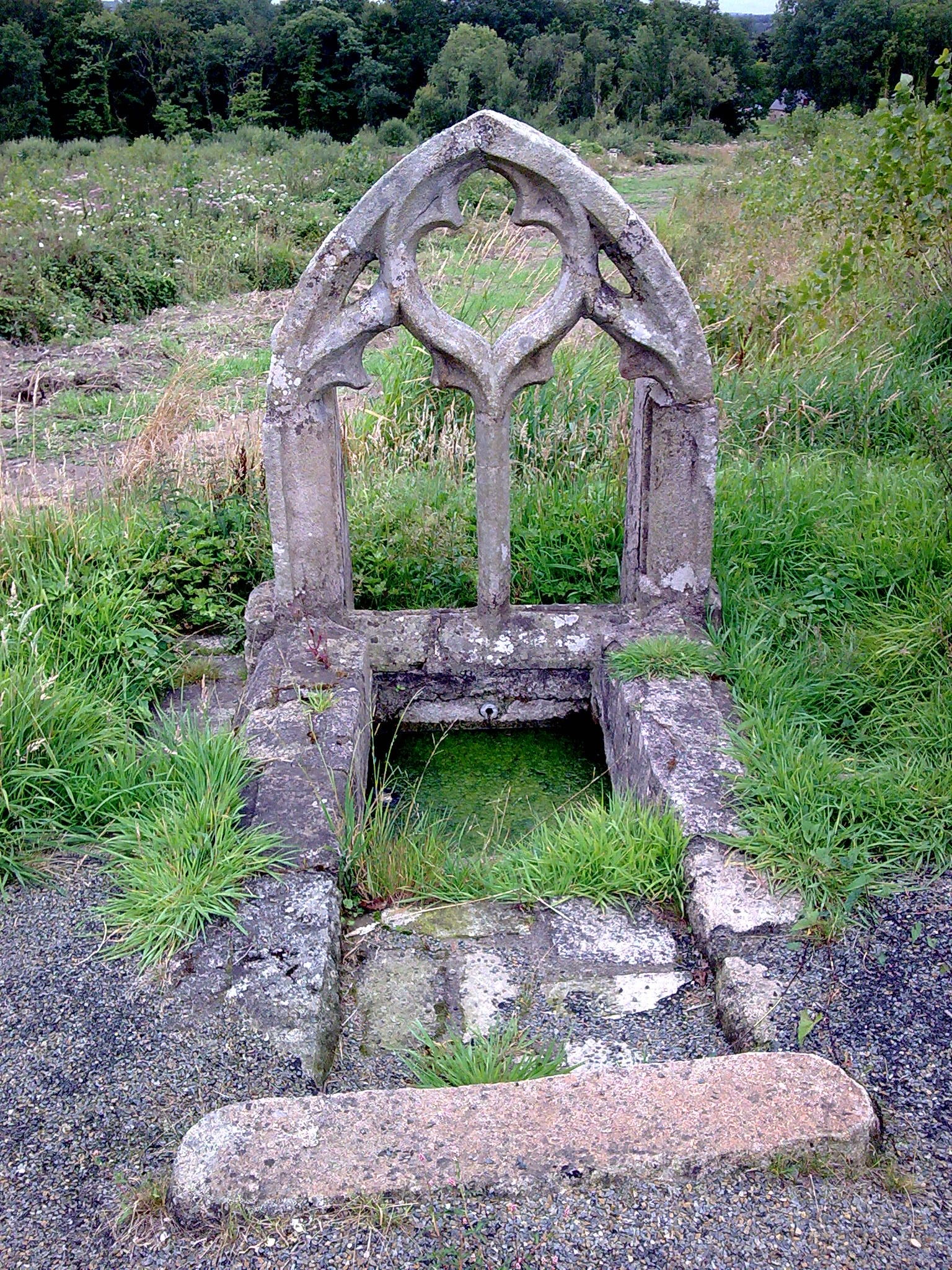
Фонтан Сен-Блез
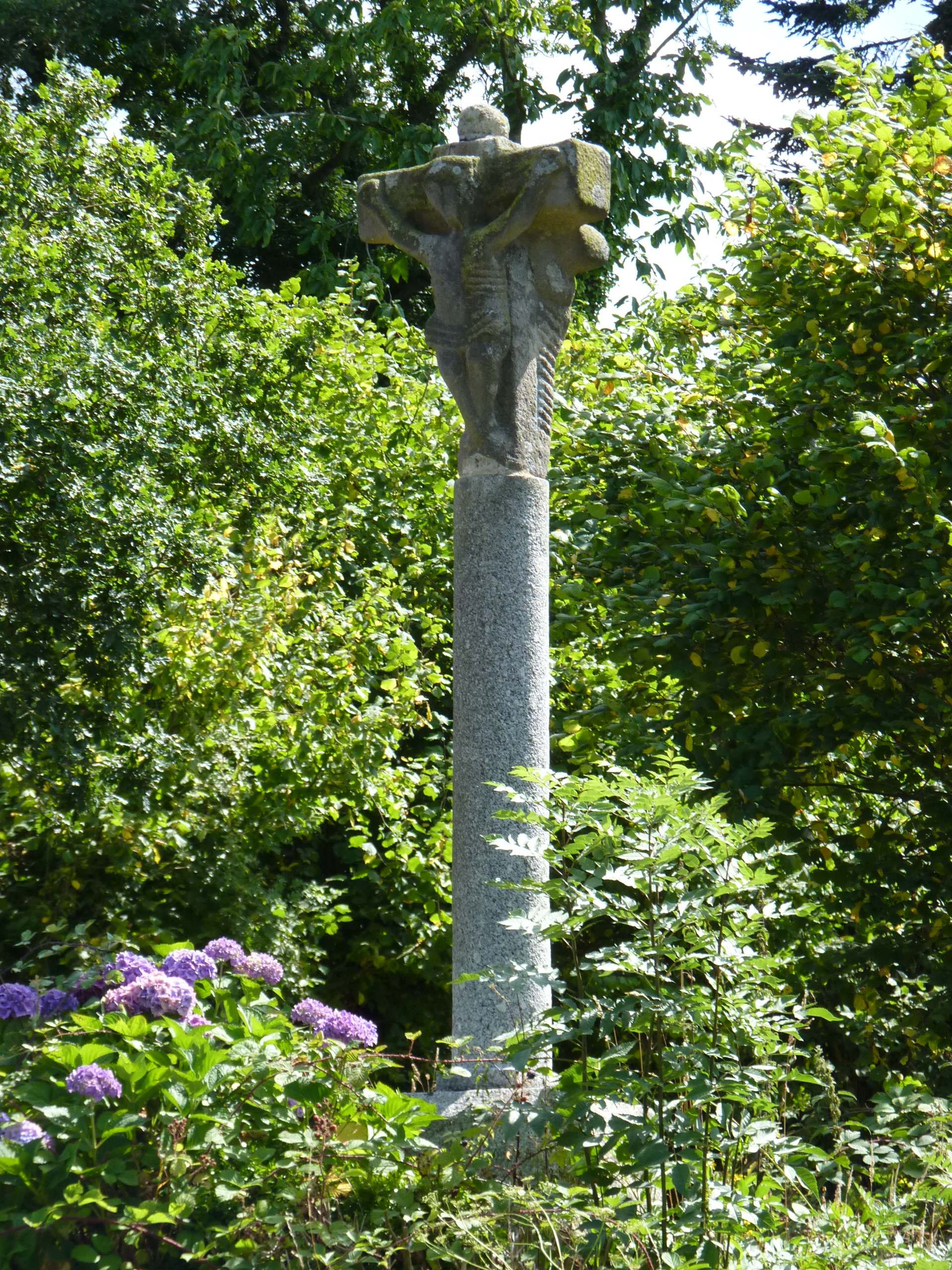
Придорожное распятие
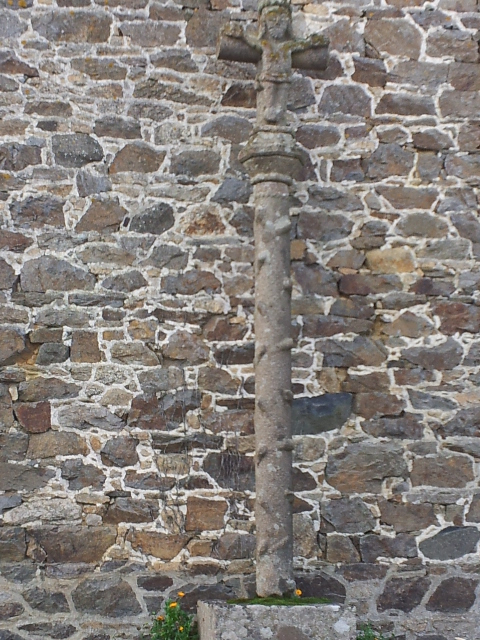
Придорожное распятие